# Baker Gurvitz Army
Baker Gurvitz Army byla anglická rocková skupina, která na hudební scéně působila krátkou dobu.
V průběhu let 1974-1976 vydali celkem tři alba, ale pro neúspěch ve Spojených státech a osobní neshody se skupina rozpadla.

## Historie
Paul Gurvitz a Adrian Gurvitz, bývalí členové skupin The Gun a Three Man Army, spojili v roce 1974 své síly s bubeníkem Gingerem Bakerem (ex-Cream a Ginger Baker's Air Force). Gingeru Bakerovi se od rozpadu jeho vlastní skupiny Ginger Baker's Air Force moc nedařilo.
Bratři Gurvitzové také hledali nové cesty po rozpadu jejich dříve celkem úspěšné skupiny The Gun.
Když se v roce 1968 rozpadli Cream, Ginger Baker byl pozván, aby se připojil k superskupině Blind Faith, která se formovala hned následující rok. Tento podnik však nebyl úspěšný a tak se po jeho rozpadu Ginger rozhodl dát v roce 1970 dohromady svou vlastní neobyčejnou skupinu Ginger Baker's Air Force. Tuto velkou skupinu doplnili mnozí z jeho přátel, oblíbení hudebníci jako Graham Bond, Phil Seaman, Denny Laine a Steve Winwood. Skupina nahrála dvě 'živá' alba, avšak došli k závěru, že celý projekt se stává příliš nákladným.
V roce 1974 chtěl Ginger Baker uplatnit svůj talent ve skupině Baker Gurvitz Army. Jejich stejnojmenné debutové album bylo směsí hard rocku a Bakerovou bezchybnou hrou na bicí. Skupina vydala ještě další dvě alba, Elysian Encounter a Hearts Of Fire.
Po rozpadu skupiny ještě v roce vydání posledního alba, Ginger krátce vedl skupinu nazvanou Energy, později ještě působil ve skupinách Atomic Rooster a Hawkwind.

## Diskografie
Baker Gurvitz Army (album) (1974)

Elysian Encounter (1975)

Hearts On Fire (1976)

Flying In and Out of Stardom (2003)

## Členové
Ginger Baker bicí

Adrian Gurvitz kytara, zpěv

Paul Gurvitz baskytara, doprovodný zpěv